# SecureDrop
SecureDrop是一款自由软件，能为匿名线人（吹哨人）和媒体机构提供安全通信平台。

## 历史
斯沃茨等三人于2012年12月构建了SecureDrop的原型，起初该软件的名字是DeadDrop。该系统最初是作为《连线》的泄密提交系统，后来被《纽约客》所采用，并改名“保险箱”（Strongbox），且于2013年5月上线。鮑爾森几个月后将项目捐赠给了新闻自由基金会，后者于10月宣布推出SecureDrop。

## 使用方法
该软件可以搭建万维网网站作为系统入口。该网站可以架设在明网，也可以作为洋葱服务提供，在后者的情况下，用户使用Tor浏览器访问.onion地址，从而以增强匿名性。
用户进入该系统提交任何信息时都将获得一个随机代码，提交后，媒体机构的记者或编辑可能回复，而用户可输入该代码以查看、回复消息或继续提交更多内容。

## 采用
采用SecureDrop的部分媒體包括紐約客、紐約時報、美聯社、華盛頓郵報、衛報、截擊、ProPublica和保護記者委員會等。

## 获奖
- 2016年度自由软件奖：社会公益项目奖[8]。